# George Wells Beadle
George Wells Beadle (n. 22 octombrie 1903, Wahoo⁠(d), Nebraska, SUA – d. 9 iunie 1989, Pomona, California, SUA) a fost un biolog american, specializat în genetică. În anul 1958 a primit împreună cu Edward Lawrie Tatum premiul Nobel pentru medicină pentru descoperirea structurii chimice a genelor.